# Draga Žuraj
Draga Žuraj (1950) è un'ex sciatrice alpina slovena che gareggiò per la nazionale jugoslava.

## Biografia
Sciatrice polivalente attiva dal 1964, Draga Žuraj debuttò in campo internazionale in occasione del trofeo Zlata Lisica 1966, il 22 gennaio a Maribor; in Coppa del Mondo esordì il 12 dicembre 1969 a Val-d'Isère in slalom speciale, senza completare la prova, e ottenne il miglior risultato il 18 gennaio 1970 a Maribor in slalom speciale (24ª). Ai successivi Mondiali di Val Gardena 1970, sua unica presenza iridata, si classificò 29ª nella discesa libera, 34ª nello slalom gigante e non completò lo slalom speciale; prese per l'ultima volta il via in Coppa del Mondo il 7 gennaio 1972 a Maribor in slalom gigante, senza completare la prova. Non prese parte a rassegne olimpiche.

## Palmarès

### Campionati jugoslavi
- 2 ori (slalom gigante, slalom speciale nel 1972)[1]